# 女子高生ちえの社長日記
『女子高生ちえの社長日記』（じょしこうせいちえのしゃちょうにっき）は、甲斐莊正晃によるケーススタディビジネス小説。
『女子高生ちえの社長日記（アプリ）』は、『女子高生ちえの社長日記』を竹達彩奈が主人公山本ちえとなって朗読するiPhone向けアプリ。2012年現在、開発中。

## 概要
突然父が亡くなり、社長になってしまった現役女子高生の山本ちえが、周りの人に支えられながら経営の専門知識をどんどん吸収して成長していくストーリー。ビジネスやマネジメントに関する知識を、主人公と一緒に勉強していく感覚で読みすすめられる、大学生や社会人初年生にとって馴染みやすい形式になっている。